# Chersogenes victimella
Chersogenes victimella – gatunek motyli z rodziny Autostichidae i podrodziny Symmocinae, jedyny z monotypowego rodzaju Chersogenes.

## Taksonomia
Rodzaj i gatunek typowy opisane zostały po raz pierwszy w 1908 roku przez Thomasa de Greya Walsinghama na łamach „Proceedings of the Zoological Society of London”. Jako lokalizację typową wskazano Santa Cruz de Tenerife w hiszpańskiej prowincji o tej samej nazwie. Nazwa rodzajowa wywodzi się z greki i oznacza „zrodzony na suchym lądzie”.

## Morfologia i zasięg
Motyl osiągający około 12 mm rozpiętości skrzydeł. Głowę ma gładką, szarą z ciemniejszym opyleniem. Czułki są niezmodyfikowane, u obu płci pozbawione grzebykowania, ubarwione ciemnoszarobrązowo. Głaszczki wargowe są trzykrotnie dłuższe od głowy, białawe z ciemnym oprószeniem stron zewnętrznych. Tułow jest szary z ciemniejszym opyleniem. Skrzydła przednie są wąskie, wydłużone, lancetowate, jasnoszare z ciemnoszarobrązowym nakrapianiem. W użyłkowaniu tej pary występuje 12 żyłek. Ich strzępiny również są jasnoszare z ciemnoszarobrązowym nakrapianiem. Skrzydła tylnej pary są lancetowate, tak szerokie jak przedniej, ale wyraźnie krótsze, wraz ze strzępinami ciemnosłomkowobrązowe. Odnóża są bladoszare ze słabym, ciemniejszym opyleniem. Odwłok jest brązowawoszary.
Owad palearktyczny, makaronezyjski, endemiczny dla hiszpańskiego archipelagu Wysp Kanaryjskich, znany tylko z Teneryfy.